# Масований ракетний обстріл України 31 жовтня 2022
31 жовтня 2022 року, у рамках російського вторгнення в Україну, російські військові здійснили третій масований ракетний удар по енергетичній інфраструктурі України, який за кількістю випущених ракет — 78 одиниць — є одним із наймасовіших обстрілів.
Окрім того, було використано п’ять БПЛА різних типів та завдано щонайменше 22 ракетих удари з комплексу С-300 по Запоріжжі та Харкову. Також щонайменше 1 ракета вибухнула у повітрі у Бєлгородській області РФ, а інша впала на прикордонній території Молдови внаслідок перехоплення українською ППО.

## Передумови та Обстріл
Починаючи з масованого обстрілу 10 жовтня 2022 року Російська Федерація методично руйнувала критичну інфраструктуру України. Того дня із 84 ворожих ракет українська ППО збила 45, на наступний день із 28 було збито 20 ракет.
| Регіон                                              | Місце                                               | Ракета                                              | Збито                                               | Влучання, загиблі/поранені               |
| --------------------------------------------------- | --------------------------------------------------- | --------------------------------------------------- | --------------------------------------------------- | ---------------------------------------- |
| Запорізька обл.                                     | Дніпровська ГЕС                                     | 5В55                                                | 0/22                                                | енергетична та цивільна інфраструктура   |
| Харківська обл.                                     | Харків                                              | 5В55                                                | 0/22                                                | енергетична та цивільна інфраструктура   |
|                                                     |                                                     |                                                     |                                                     |                                          |
| Черкаська обл.                                      | Черкаська обл.                                      | Калібр                                              | 0/11                                                | енергетична інфраструктура, жертви: 0/13 |
| Чернівецька обл.                                    | Дністровська ГЕС                                    | Х-101                                               | 0/11                                                | енергетична інфраструктура, жертви: 0/13 |
| Хмельницька обл.                                    |                                                     | Х-101                                               | 0/11                                                | енергетична інфраструктура, жертви: 0/13 |
| Київ                                                |                                                     | Х-101                                               | 0/11                                                | енергетична інфраструктура, жертви: 0/13 |
| Київська обл.                                       |                                                     | Х-101                                               | 0/11                                                | енергетична інфраструктура, жертви: 0/13 |
| Кіровоградська обл.                                 | Світловодськ                                        | Х-101                                               | 0/11                                                | енергетична інфраструктура, жертви: 0/13 |
| Дніпропетровська обл.                               | Дніпро                                              | Х-101                                               | 0/11                                                | енергетична інфраструктура, жертви: 0/13 |
| Дніпропетровська обл.                               | Павлоград                                           | Х-101                                               | 0/11                                                | енергетична інфраструктура, жертви: 0/13 |
| Дніпропетровська обл.                               | Кривий Ріг                                          | Х-101                                               | 0/11                                                | енергетична інфраструктура, жертви: 0/13 |
|                                                     |                                                     |                                                     |                                                     |                                          |
| Львівська обл.                                      | Львівська обл.                                      | Х-101                                               | 44/44                                               | перехоплено українською ППО              |
| Вінницька обл.                                      |                                                     | Х-101                                               | 44/44                                               | перехоплено українською ППО              |
| Київська обл.                                       |                                                     | Х-101                                               | 44/44                                               | перехоплено українською ППО              |
| Одеська обл.                                        |                                                     | Х-101                                               | 44/44                                               | перехоплено українською ППО              |
| Молдова                                             | Наславча                                            | —                                                   | 1/1                                                 | перехоплено українською ППО              |
| Україна загалом (не рахуючи систем С-300)           | Україна загалом (не рахуючи систем С-300)           | Україна загалом (не рахуючи систем С-300)           | 45/56                                               | жертви: 0/13                             |
| Відсоток перехоплених ракет ППО та іншими засобами: | Відсоток перехоплених ракет ППО та іншими засобами: | Відсоток перехоплених ракет ППО та іншими засобами: | Відсоток перехоплених ракет ППО та іншими засобами: | 80%                                      |
|                                                     |                                                     |                                                     |                                                     |                                          |
| Бєлгородська обл.                                   | Бєлгород                                            | —                                                   | 1/1                                                 | вибухнула в повітрі після старту         |

## Наслідки
31 жовтня по території України було випущено різних типів ракет та БПЛА на загальну суму близько $760 млн. Повідомлялося, що було випущено такі типи ракет: 55 крилатих ракет Х-101, та Калібр, 22 зенітні ракети до С-300, одна авіаційна ракета Х-59 та п’ять БПЛА різних типів. Від вибухової хвилі збитої ракети загинув послушник Лядовського монастиря у Вінницькій області.
За даними українських військових, 44 крилаті ракети було знищено силами та засобами Повітряних сил у зонах відповідальності повітряного командування "Центр" – 18, повітряного командування "Південь" – 12, повітряне командування "Схід" – 9, повітряного командування "Захід" – 5.

Прем’єр-міністр Денис Шмигаль заявив, що попри це росіяни вразили 18 об’єктів, розташованих у 10 регіонах України. За його словами, під час атаки також використовувались дрони: 
Російські терористи вкотре масовано атакували Україну. Їхня ціль — не військові об’єкти, а цивільна критична інфраструктура. Ракетами та дронами уражені 10 регіонів, де пошкоджено 18 об’єктів, більшість із яких енергетичні.
1 листопада «Укренерго» поінформувало про впровадження обмежень енергопостачання в Києві та семи областях для відновлення об'єктів, що постраждали від російських ракет напередодні.
З 06:00 Диспетчерський центр НЕК «Укренерго» надав операторам розподільних мереж (обленерго) обсяги для обмеження електропостачання всіх категорій споживачів у Центральному (Київ, Київська, Чернігівська, Черкаська та Житомирська області) та Північному (Сумська, Харківська та Полтавська області) регіонах країни.